# フランコ・マリア・マルファッティ
フランコ・マリア・マルファッティ（Franco Maria Malfatti, 1927年6月13日 - 1991年12月10日）はイタリアの政治家。
ローマ出身のマルファッティは13世紀末から14世紀初頭のフランス国王フィリップ4世の子孫にあたる。マルファッティはキリスト教民主主義の要職に就き、政治局長としてさまざまな分野に携わった。
同党においてマルファッティはアミントレ・ファンファーニ、アルド・モーロ、ジョルジョ・ラ・ピラらとともにドセッティ派に属し、1951年に青年局長に、1958年にはリエーティ・ウンブリア地区において代議院議員に選出されている。
マルファッティは1979年から1980年に外相、1978年から1979年まで財務相を務めたほか、運輸公共事業相、産業相、貿易相、通信相を歴任した。また1970年から1972年には欧州委員会委員長を務めていたがイタリアでの選挙に立候補するために辞任している。1980年代は欧州議会のイタリア出身議員団の代表を務めていた。アルド・モーロ派とは政治的に近く、マルファッティはビルダーバーグ会議にも出席していた。